# Stanisław Misztal (polityk)
Stanisław Misztal (ur. 28 września 1953 w Hrubieszowie) – polski polityk, lekarz, samorządowiec, radny sejmiku lubelskiego, poseł na Sejm III kadencji.

## Życiorys
W 1979 ukończył studia na Wydziale Lekarskim Akademii Medycznej w Lublinie. Pracował w poradni okulistycznej w Zamościu, później rozpoczął prowadzenie własnego gabinetu lekarskiego.
W wyborach samorządowych w 1994 uzyskał mandat radnego Zamościa z listy komitetu Federacja dla Zamościa – Centroprawica. W wyborach parlamentarnych w 1993 bez powodzenia kandydował do Senatu z ramienia Zjednoczenia Polskiego. W latach 1997–2001 był posłem III kadencji z ramienia Akcji Wyborczej Solidarność (z rekomendacji Porozumienia Centrum). Został wybrany liczbą 6002 głosów w okręgu zamojskim. Zasiadał w Komisji Zdrowia i Komisji Polityki Społecznej. Był członkiem rady politycznej PPChD. W lipcu 2000 został usunięty z klubu parlamentarnego AWS za głosowanie przeciwko inicjatywom rządu Jerzego Buzka. W 2001 jako bezpartyjny bez powodzenia kandydował do Senatu z własnego komitetu.
W wyborach samorządowych w 2002 z listy Samoobrony RP został radnym sejmiku lubelskiego, a w wyborach w 2006 uzyskał mandat na następną kadencję. Zasiadał w sejmiku do 2010. Był asystentem posła Henryka Młynarczyka.
W wyborach w 2005 bezskutecznie ubiegał się w okręgu chełmskim o miejsce w Senacie (z poparciem Samoobrony RP), otrzymując 55 327 głosów. W przedterminowych wyborach parlamentarnych w 2007 bez powodzenia kandydował z listy tej partii do Sejmu (otrzymał 1414 głosów). Tuż po wyborach, w styczniu 2008 odszedł z Samoobrony RP.
Powrócił do aktywności politycznej po kilku latach. W wyborach w 2014 z ramienia Polskiego Stronnictwa Ludowego został ponownie wybrany na radnego województwa. W 2015 wystartował natomiast z listy PSL do Sejmu. W lipcu 2017 wystąpił z PSL, a w grudniu tego samego roku przystąpił do Porozumienia. Objął funkcję przewodniczącego stuktur tego ugrupowania w powiecie zamojskim. Jako jego kandydat z listy PiS bez powodzenia ubiegał się o reelekcję do sejmiku w 2018, a także o mandat poselski w 2019. Później zrezygnował z członkostwa w Porozumieniu; w 2023 ponownie startował z ramienia Prawa i Sprawiedliwości do Sejmu. W 2024 kolejny raz został kandydatem tej partii na radnego województwa.

## Postępowania sądowe
W 2000 przegrał proces o zniesławienie prezydenta Zamościa Marka Grzelaczyka. W 2005 prokurator przedstawił mu zarzut fałszowania recept i wyłudzenia refundacji z Narodowego Funduszu Zdrowia. W styczniu 2010 Sąd Rejonowy w Zamościu skazał w pierwszej instancji Stanisława Misztala za zarzucane mu czyny na karę 8 miesięcy pozbawienia wolności z warunkowym zawieszeniem jej wykonania na okres 2 lat próby oraz na grzywnę. W czerwcu 2010 Sąd Okręgowy uchylił ten wyrok i sprawę przekazał do ponownego rozpoznania. Ostatecznie wyrokiem Sądu Okręgowego w Zamościu we wrześniu 2013 Stanisław Misztal został prawomocnie uniewinniony od popełnienia zarzucanych mu czynów.